# Волково (Фроловське сільське поселення)
Во́лково (рос. Волково) — присілок у складі Грязовецького району Вологодської області, Росія. Входить до складу Перцевського сільського поселення.

## Населення
Населення — 2 особи (2010; 0 у 2002).